# ザック・モス
ザッケアス・マリーク・モス（Zaccheus Malik Moss, 1997年12月15日 - ）は、アメリカ合衆国フロリダ州ハイアリアガーデンズ出身のプロアメリカンフットボール選手。NFLのシンシナティ・ベンガルズに所属している。ポジションはランニングバック。

## 経歴

### カレッジ
ユタ大学に進学し、1年目の2016年シーズンは382ラン獲得ヤード、2つのラッシングTDを記録した。
2017年シーズンは1,173ラン獲得ヤード、10のラッシングTDを記録した。
2018年シーズンは9試合に出場した時点で1,096ラン獲得ヤードを記録したが、膝の手術を受けて残りの試合を全休した。
2019年シーズンは1,246ラン獲得ヤード、15のラッシングTDを記録した。ユタ大学の選手が3シーズンで1,000ラン獲得ヤード以上を記録したのは史上初だった。第7週のアリゾナ州立大学戦で、ユタ大学の選手による通算ラン獲得ヤードの最多記録を更新した。これらの活躍により、Pac-12の最優秀攻撃選手賞を受賞した。
大学通算で4,067ラン獲得ヤード、38のラッシングTD、688レシーブ獲得ヤード、3つのレシービングTDを記録した。

### バッファロー・ビルズ
| 5 ft 9+3⁄8 in (176 cm)      | 223 lb (101 kg) | 31+1⁄4 in (79 cm) | 9+1⁄4 in (23 cm) | 4.65 s | 1.67 s | 2.78 s | 4.37 s | 33.0 in (84 cm) | 19 回 |
| All values from NFL Combine |                 |                   |                  |        |        |        |        |                 |       |

2020年のNFLドラフトにて全体86位でバッファロー・ビルズから指名され、その後4年総額452万ドルのルーキー契約を結んだ。

#### 2020年シーズン
ニューヨーク・ジェッツとの開幕戦でNFLデビューし、ジョシュ・アレンのパスを受けて4ヤードのレシービングTDを記録した。第8週のニューイングランド・ペイトリオッツ戦では81ラン獲得ヤード、2つのラッシングTDを記録した。シーズン全体では481ラン獲得ヤード、4つのラッシングTD、14レシーブ、95レシーブ獲得ヤード、1つのレシービングTDを記録した。

#### 2021年シーズン
このシーズンは345ラン獲得ヤード、4つのラッシングTD、23レシーブ、197レシーブ獲得ヤード、1つのレシービングTDを記録した。

#### 2022年シーズン
開幕から5試合に出場し、91ラン獲得ヤード、7レシーブ、27レシーブ獲得ヤードを記録した。

### インディアナポリス・コルツ
2022年11月1日にナイヒーム・ハインズとのトレードで、2023年のドラフト6巡目指名権と共にインディアナポリス・コルツへ移籍した。移籍後はエースのジョナサン・テイラーが離脱していたこともあり、役割が増加した。

#### 2023年シーズン
開幕前の2023年7月31日に腕を骨折し、手術を受けた。
開幕後、第3週のボルチモア・レイブンズで122ラン獲得ヤードを記録した。第5週のテネシー・タイタンズ戦では165ラン獲得ヤード、2つのラッシングTDを記録し、勝利に貢献した。

### シンシナティ・ベンガルズ
2024年3月14日にシンシナティ・ベンガルズと2年総額800万ドルの契約を結んだ。首の怪我により、シーズン後半を欠場した。

## 詳細情報

### 年度別成績

#### レギュラーシーズン
| 呼称説明 | 呼称説明     |
| -------- | ------------ |
| 太字     | キャリアハイ |

| シーズン | チーム | 試合 | 試合 | ラン | ラン  | ラン | ラン | ラン | レシーブ | レシーブ | レシーブ | レシーブ | レシーブ | ファンブル | ファンブル |
| シーズン | チーム | GP   | GS   | Att  | Yds   | Avg  | Lng  | TD   | Rec      | Yds      | Avg      | Lng      | TD       | Fum        | Lost       |
| -------- | ------ | ---- | ---- | ---- | ----- | ---- | ---- | ---- | -------- | -------- | -------- | -------- | -------- | ---------- | ---------- |
| 2020     | BUF    | 13   | 0    | 112  | 481   | 4.3  | 31   | 4    | 14       | 95       | 6.8      | 20       | 1        | 0          | 0          |
| 2021     | BUF    | 13   | 0    | 96   | 345   | 3.6  | 17   | 4    | 23       | 197      | 8.6      | 24       | 1        | 2          | 1          |
| 2022     | BUF    | 5    | 0    | 17   | 91    | 5.4  | 43   | 0    | 7        | 27       | 3.9      | 8        | 0        | 1          | 1          |
| 2022     | IND    | 8    | 3    | 76   | 365   | 4.8  | 34   | 1    | 4        | 12       | 3.0      | 5        | 0        | 0          | 0          |
| 2023     | IND    | 14   | 8    | 183  | 794   | 4.3  | 56   | 5    | 27       | 192      | 7.1      | 26       | 2        | 0          | 0          |
| 2024     | CIN    | 8    | 6    | 74   | 242   | 3.3  | 16   | 2    | 23       | 187      | 8.1      | 21       | 1        | 2          | 1          |
| 通算     | 通算   | 61   | 17   | 558  | 2,318 | 4.2  | 56   | 16   | 98       | 710      | 7.2      | 26       | 5        | 5          | 3          |

#### ポストシーズン
| シーズン | チーム | 試合 | 試合 | ラン | ラン | ラン | ラン | ラン | レシーブ | レシーブ | レシーブ | レシーブ | レシーブ | ファンブル | ファンブル |
| シーズン | チーム | GP   | GS   | Att  | Yds  | Avg  | Lng  | TD   | Rec      | Yds      | Avg      | Lng      | TD       | Fum        | Lost       |
| -------- | ------ | ---- | ---- | ---- | ---- | ---- | ---- | ---- | -------- | -------- | -------- | -------- | -------- | ---------- | ---------- |
| 2020     | BUF    | 1    | 1    | 7    | 21   | 3.0  | 8    | 0    | 4        | 26       | 6.5      | 10       | 0        | 0          | 0          |
| 2021     | BUF    | 1    | 0    | 1    | 0    | 0.0  | 0    | 0    | 0        | 0        | 0.0      | 0        | 0        | 0          | 0          |
| 通算     | 通算   | 2    | 1    | 8    | 21   | 2.6  | 8    | 0    | 4        | 26       | 6.5      | 10       | 0        | 0          | 0          |

- 2024年度シーズン終了時